# 1764 Cogshall
Cogshall (asteróide 1764) é um asteróide da cintura principal com um diâmetro de 26,21 quilómetros, a 2,6947385 UA. Possui uma excentricidade de 0,1273889 e um período orbital de 1 982,17 dias (5,43 anos).
Cogshall tem uma velocidade orbital média de 16,94902799 km/s e uma inclinação de 2,22925º.
Esse asteróide foi descoberto em 7 de Novembro de 1953 por Goethe Link Obs..